# フィル・ワインマン
フィリップ・ニール・ワインマン（Philip Neil Wainman、1946年6月7日, - ）は、ウェスト・ロンドン出身で、おもに1970年代に活動したイングランドの音楽プロデューサー、ソングライター。特に、スウィート、XTC、ダラー、マッド、ベイ・シティ・ローラーズといったアーティストたちを手がけたことで知られた。チャートにおける最大の成功は、ボブ・ゲルドフが作詞作曲し、フィアチラ・トレンチが編曲した、ブームタウン・ラッツの『哀愁のマンデイ』であった。

## 経歴
1964年、ワインマンは、ザ・ハイ・グレイズ (The High Grades) というバンドの一員として、ヨーロッパのキャバレー回りの仕事をしていた。イギリスに戻った彼は、1965年の短期間、パラマウンツのメンバーとなった。パラマウンツは、ザ・コースターズの「ポイズン・アイヴィ (Poison Ivy)」のカバーがイギリスでマイナー・ヒットとなっていたが、この曲にはワインマンは参加していなかった。ワインマンはまた、ザ・クォーテーションズ (The Quotations) というセッション・ミュージシャンのバンドのドラマーでもあった。このバンドは、ドラムを大きく取り上げたビート・ミュージック/ポップ系のシングルを、1966年の「Hear Me A Drummer Man / Hear Those Drums」と1968年の「Going, Going Gone / Hey Paradiddle」の2枚残している。
ワインマンは後に、ピアニストのハロルド・スパイロとの共作で、ヤードバーズの「Little Games」を書いたが、この曲はミッキー・モストがプロデュースした。ワインマンは、音楽出版の仕事をしながら、ソングライターとしても活動していた時に、ミドルセックス州を拠点に活動していたポップ・グループ、ザ・スウィートショップ (The Sweetshop) と出会った。ワインマンはこのバンドのデビュー・シングル「スローモーション (Slow Motion)」をプロデュースし、1968年7月にリリースした。そのリリース直前に、バンド名は短く改名されてスウィートとなっていた。この曲は不発に終わり、ワインマンとスウィートは　別々の道を行くことになった。
1970年、ワインマンは、もっぱらスタジオ内だけで活動するバタースコッチ (Butterscotch) というグループの一員として演奏しており、全英シングルチャートで上昇した「Don't You Know (She Said Hello)」というマイナー・ヒットも出していた。その頃、再びスウィートのメンバーたちから、楽曲作りを依頼されるようになる。その頃ワインマンは、新進のソングライティング・チームで自分たちの作品の発表の場を求めていたニッキー・チンとマイク・チャップマンを知った。3人は組んで仕事をするようになり、4年間にわたって提携し続けた。彼らは、スウィートの「Funny Funny」、「Co-Co」、「Poppa Joe」、「Little Willy」、「Wig Wam Bam」、「Blockbuster!」、「Hell Raiser」、「The Ballroom Blitz」、「Teenage Rampage」などを生み出し、さらに他のアーティストたちにも楽曲を提供し、ワインマンがプロデュースを手掛けた。
しかし、1974年になると、ワインマンはスウィートとも、チン/チャップマンとも別れて、独自の道を歩み始めた。
ワインマンが共作に加わって、プロデュースも担当したベイ・シティ・ローラーズの「恋をちょっぴり」は、1975年に全英シングルチャートの首位に立った。ワインマンは、このバンドの「バイ・バイ・ベイビー」もプロデュースし、同年にこの曲もチャートの首位に送り込んだ。プロデューサーとしてのクレジットは、ベイ・シティ・ローラーズのアルバム『ベイ・シティ・ローラーズ』、『青春のアイドル』、『噂のベイ・シティ・ローラーズ』にも残されている。
パンク・ロックが登場すると、ワインマンはジェネレーションXと組んだが、この時の経験はワインマンにとって麗しいものではなかった。「ビリー・アイドルはいつも「あんたは俺がやり遂げられると思ってんの?」と言ってた。僕は「ああ、君はまったくもって何とも才能がないけど、見た目はすごいもんだ」と応えたさ。」
ワインマンの大きなヒット作として最後になったのは、エイドリアン・ガーヴィッツが1982年4月にイギリスのトップ10に送り込んだ「Classic」であった。「そんな頃、家で一悶着あってね、ある晩、明け方の5時に仕事場から帰宅したら、家の前にパトカーが6台も停まってたんだ。心臓が口から飛び出そうな感じってわかる?  女房が縛り上げられて、猿ぐつわを咬まされてたんだ。でもって、僕がスタジオにずっといることで家族の安全を危うくさせてていいのか、仕事している間に家族を守るために武装した警備員を雇わなきゃならないの?って考えて、プロデュースの仕事をやめることにしたのさ...放り出したんだ。でも、僕がそうしたかったわけじゃなくて、そうしなきゃならないって感じたってことさ。」
その後のワインマンは、不動産業に従事した。